# 信頼関係破壊の法理
信頼関係破壊の法理（しんらいかんけいはかいのほうり）とは、「高度な信頼関係を基礎とする継続的契約において、一方の当事者の投下資本の回収の利益を保護するため、他方の当事者からの一方的な契約の解約を『当事者間の信頼関係が破壊された』場合にのみ認める」、という判例の考え方である。

## 概説
本来、一方の当事者が法律で規定された契約解除権（法定解除権：民法第541条、第542条、第543条、第617条、第626条、第627条、第628条など他多数）を持っていれば、その当事者は相手方の意に関係なく契約を解除(解約)できるはずである。しかし、大家の一方的な都合や意地悪などで契約の解約を告知されれば、賃借人は引っ越さなければならない。引越しの費用がかかり、生活に大きな支障をきたす可能性がある。このような不合理をなくすために、判例は「両当事者間の信頼関係が破壊されたと認められない特段の事情がある場合」には解除を認めない、とされている。
この法理は、主に賃貸借契約の解約、使用貸借契約の解約に関する裁判で適用される。同様の理論に、雇用契約の解約の裁判で適用される「解雇権濫用の法理」がある。